# Мефисто (ТВ филм)
„Мефисто” је је босанскохерцеговачки ТВ филм из 2000. године.

## Улоге
| Глумац                | Улога |
| --------------------- | ----- |
| Милан Чучиловић       |       |
| Дарко Јавор           |       |
| Жељко Митровић        |       |
| Александра Спасојевић |       |
| Тихомир Станић        |       |
| Александар Стојковић  |       |
| Слађана Зрнић         |       |